# Миронов, Сергей Наумович
Серге́й Нау́мович Миро́нов (наст. имя — Мирон (Меер) Иосифович Король; 11 декабря 1894 (23 декабря 1894), Киев — 22 февраля 1940, Москва) — советский деятель госбезопасности и дипломат. Организатор Большого террора в 1937 году в Монголии. Расстрелян в 1940 году как сообщник Н. И. Ежова, М. П. Фриновского и Е. Г Евдокимова. Признан судом фальсификатором дел и нарушителем законности.  

## Биография
Родился в Киеве. Еврей. Мать — Бруха Мееровна Король (урождённая Овруцкая, 1869—1918). Отец — Иосиф (Нухим-Иось) Бенционович Король (1869—1919), владелец лавки молочных продуктов. К началу 1900-х годов семья жила в Мотыжине.
Окончил Киевское коммерческое училище Е. Я. Долинской в Святошино (1913), затем учился в Киевском коммерческом институте. Одновременно давал частные уроки. Принимал участие в Первой мировой войне.
- В 1915—1918 годах — служба в русской армии, прапорщик (1916), поручик (февраль 1917)
- В 1918—1920 годах — служба в РККА.
- В 1920—1921 годах — уполномоченный, начальник активного отделения Особого отдела 1-й Конной армии (с 1921 — Северо-Кавказского военного округа).
- В 1921 году — начальник иностранного отдела полпредства ВЧК по Юго-Востоку России.
- В 1921—1922 годах — заместитель председателя Черноморской губернской ЧК, заместитель начальника Особого отдела Чёрного и Азовского морей.
- В 1922 году — начальник Горского областного отдела ГПУ.
- В 1922—1925 годах — начальник Восточного отдела полпредства ГПУ (с 1923 — ОГПУ) по Северо-Кавказскому краю.
- С мая 1925 года — состоял в ВКП(б).
- В 1925 году — начальник Чечено-Грозненского областного отдела ОГПУ.
- В 1925—1928 годах — начальник Владикавказского окружного отдела ОГПУ.
- В 1928—1931 годах — начальник Кубанского окружного отдела ОГПУ.
- В 1931—1933 годах — заместитель полномочного представителя ОГПУ по Казахстану, и одновременно в 1931—1932 гг. — начальник Секретно-оперативного управления полпредства ОГПУ по Казахстану.
- С 28 сентября 1933 по 10 июля 1934 года — начальник Днепропетровского областного отдела ОГПУ.
- С 15 июля 1934 по 28 ноября 1936 года — начальник Управления НКВД Днепропетровской области.
- С 28 декабря 1936 по 15 августа 1937 года — начальник Управления НКВД по Западно-Сибирскому краю. С 14 марта 1937 года — комиссар государственной безопасности 3-го ранга. Входил в состав особой тройки НКВД СССР, созданной по приказу НКВД СССР от 30.07.1937 № 00447[1][2]. Организатор т н. «кулацкой  операции»  НКВД в Западной Сибири наряду с первым секретарем крайкома ВКП(б) Р. И. Эйхе, массовых арестов и расстрелов высланных в Сибирь селян.
- С 19 августа 1937 по 3 мая 1938 года — полномочный представитель СССР в Монголии. Организатор массовых политических репрессий в МНР в 1937—1938 годах (для чего была задействована специальная группа советников МВД МНР из числа сотрудников НКВД СССР (М. И. Голубчик, М. П. Чопяк[3], А. С. Скрипко[4] и др.). После убытия из МНР компанию массовых репрессий продолжил его преемник и бывший подчиненный по УНКВД Западно-Сибирского края капитан ГБ М. И. Голубчик.
- В 1938—1939 годах — заведующий II Восточным отделом НКИД СССР.

Депутат Верховного Совета РСФСР 1-го созыва.

## Арест и казнь
Арестован 6 января 1939 года при исполнении обязанностей. Обвинён «в участии в антисоветской заговорщической террористической организации в НКВД и НКИД» и в шпионаже. Имя Сергея Миронова было включено в Сталинский расстрельный список, датированный 16 января 1940 года (№ 189 в списке из 346 имён и фамилий, подписанном Лаврентием Берией). 21 февраля 1940 года приговор формально утверждён Военной коллегией Верховного суда СССР. Расстрелян в ночь на 22 февраля 1940 года вместе с Голубчиком М. И., Сайдуковым А. И., Кичиковым Л. Б. и др.). Место захоронения — «могила невостребованных прахов» № 1  крематория Донского кладбища. 
11 июля 2013 г. определением Военной коллегии Верховного суда РФ ст.58 УК РСФСР посмертно переквалифицирована на ст.193-17 («превышение власти, злоупотребление властью при особо отягчающих обстоятельствах») с сохранением ранее вынесенной меры наказания.

## Семья
- 1-й брак. Августина Савельевна Миронова (Спивак), сотрудница ВЧК-ОГПУ-НКВД [9].
- 2-й брак. Агнесса Ивановна Аргиропуло (1903—1982; в первом браке замужем за Иваном Александровичем Зарницким, чекистом, в 20-е годы начальником штаба погранвойск ОГПУ Северного Кавказа). Детей у С. Н. Миронова и А. И. Аргиропуло не было, они удочерили племянницу Агнессы Ивановны. В июле 1941 года вышла замуж за М. Д. Короля, двоюродного брата С. Н. Миронова (в первом браке он был женат на родной сестре С. Н. Миронова — Фейге Иосифовне Король).  Арестована в 1942 году. Приговор — 5 лет ИТЛ. Реабилитирована в 1958 году.
- Сёстры и братья: Фейга Иосифовна Король (1893-—1939), экономист, сотрудница Госплана; Михаил Иосифович Король (1896—1946), сотрудник НКВД; Шарлотта Иосифовна Король (1899—1939), актриса; Борис Иосифович Король (1902—1967), военный журналист, корреспондент газеты «Красная Звезда», художник; Оскар (Ошер) Иосифович Король (1904—1955).
- Двоюродный брат — журналист и военный деятель Михаил Давыдович Король.
- Внучатый племянник — израильский писатель Михаил Король, внук Бориса Иосифовича Короля.

## Награды
- Орден Красного Знамени (1926, 1930) (лишен посмертно Указом Президиума ВС СССР от 31.10.1942 г.)[10][11]
- Орден Ленина (1937) лишен посмертно Указом Президиума ВС СССР от 31.10.1942 г.)[12]
- Знак «Почётный работник ВЧК-ГПУ».
- Медаль «XX лет РККА».